# Antonín Grasalkovič (1771–1841)
Antonín III. Grasalkovič z Ďoroku (maďarsky Gyaraki Grassalkovich III. Antal, 12. září 1771, Bratislava - 9. září 1841, Gödöllő) byl uherský šlechtic, říšský kníže, královský komorník, rytíř řádu zlatého rouna a županem Čongrádské oblasti.

## Život

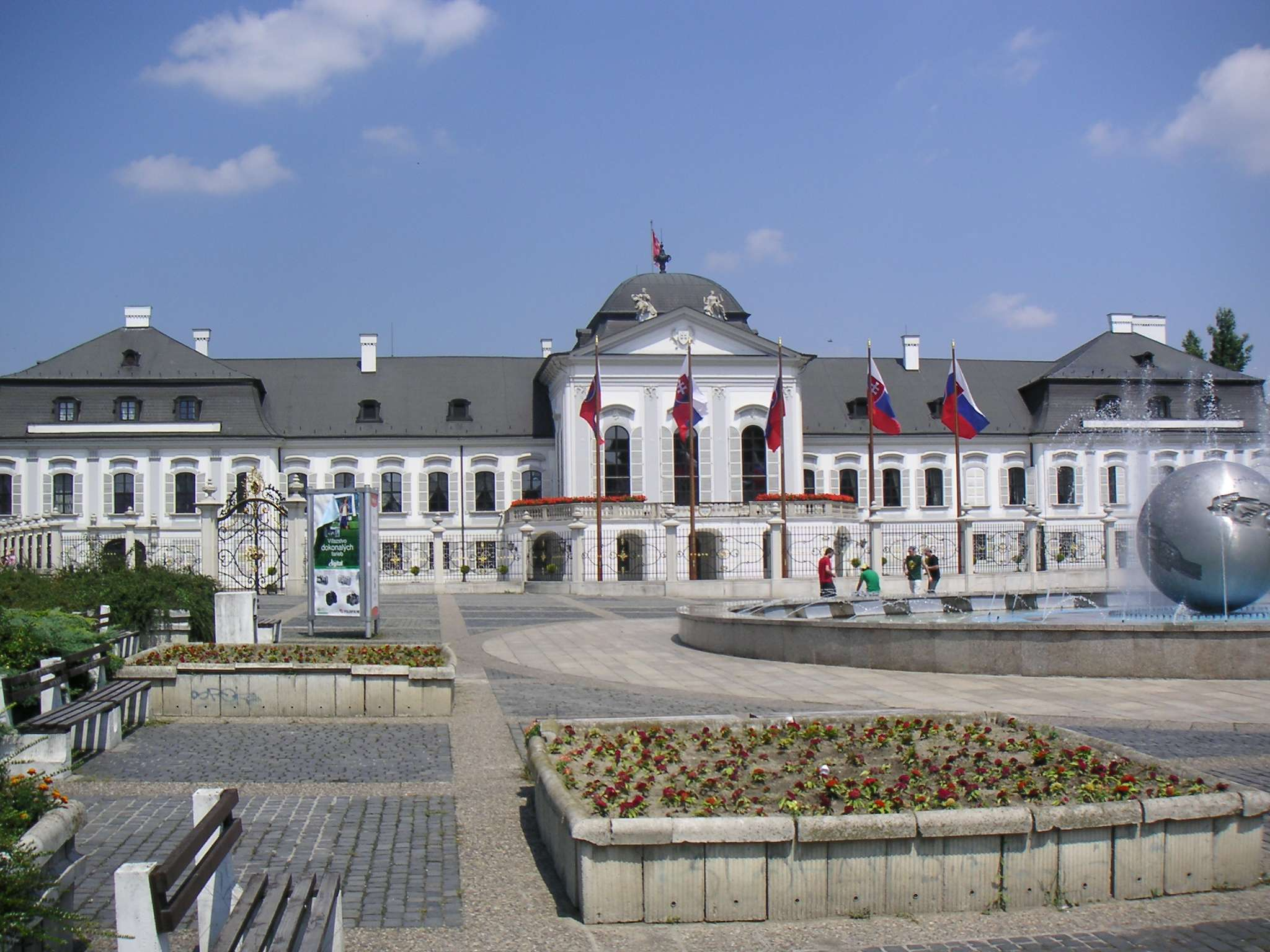
Grasalkovičův palác v Bratislavě, místo narození Antonín a III.

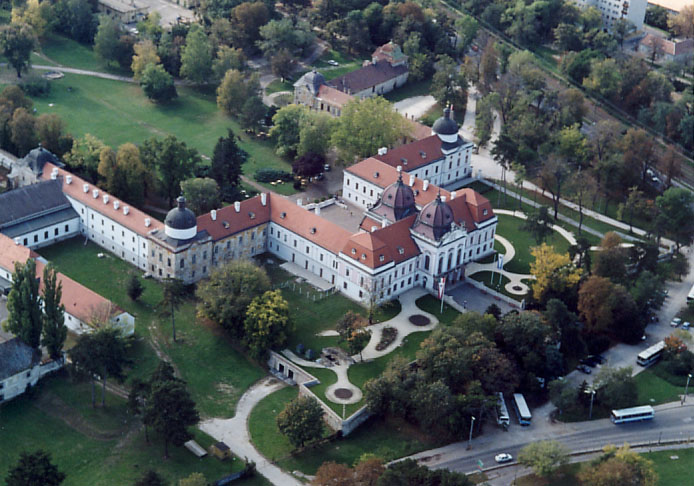
Grasalkovičský rodový zámek v Gödöllő

Narodil se v Bratislavě roku 1771 jako syn knížete Antonína II. Grasalkoviče a jeho manželky hraběnky Marie Anny Esterházyové a jako jejich jediný syn se dožil dospělosti. Jeho otec získal hodnost říšského knížete s podmínkou, že titul smí zdědit pouze prvorozený syn. Prvorozený syn Antonín však zemřel ve věku sedmi let a nezůstal po něm žádný knížecí dědic. Později se narodili další dva chlapci, kteří však také zemřeli. Panovník však souhlasil, že pokud další dítě bude syn, smí titul říšského knížete zdědit on. Proto se narodil Antonín Grasalkovič "podruhé". Po smrti otce převzal rodové statky, které však byly zatíženy značnými dluhy.
25. července 1793 se ve Vídni oženil s téměř 17letou kněžnou Marií Leopoldinou Esterházyovou z Galanty (* 15. listopadu 1776, Vídeň - 21. prosince 1864 tamtéž), čtvrtým potomkem Pavla Antonína z Esterházy a hraběnky Marie Terezie Erdődyové z Monyorókeréku a Monoszló.
Antonín s chotí, trávil většinu času ve Vídni a rodový zámek Gödöllő navštívil poprvé až v roce 1794. Zámek v Gödöllő nechal později zmodernizovat, přistavět severní křídlo a novou oranžérii a francouzský park proměnil v krajinnou zahradu anglického typu.

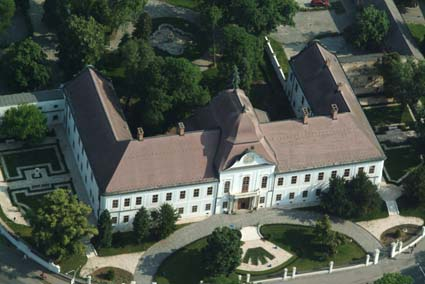
Zámek Grasalkovičů v Hatvanu

Antonín Grasalkovič byl štědrý mecenáš, podobně jako jeho otec. Mimo jiné daroval pozemky pro výstavbu Maďarského národního muzea a Národního divadla a také štědře podpořil Maďarskou akademii věd. Kvůli své štědrosti se však v roce 1827 dostal do platební neschopnosti a na jeho panství Hatvan a Gödöllő byla uvalena nucená správa.
Antonín Grasalkovič zemřel v roce 1841 na zámku Gödöllő jako bezdětný a jeho dědicem se stal jeho synovec hrabě Mihály Viczay. Jeho vdova Marie Leopoldina nechtěla spravovat a starat se o jeho majetek, ale navrátila ho rodině Grasalkovičů. Poté odcestovala do západní Evropy. Pozdějise do Gödöllő vrátila a založila zde chudobinec a dívčí školu.
Po smrti byla pochována po boku svého manžela v rodové hrobce Grasalkovičů v kostele v Máriabesnyő.

## Tituly, ocenění
- královský komorník
- královský tajný rada
- rytíř zlatého rouna
- Velký kříž Řádu svatého Štěpána
- župan Čongrádské župy

## Pozdější osud panství
Své poslední dny prožil Antonín Grasalkovič na panstvích, která bylo již od roku 1827 pod správou. Když rod Grasalkovičů jeho smrtí vymřel, byl další osud panství různý. Vídeňský palác a panství Schönau an der Triesting přešly do soukromého vlastnictví. Antonínův synovec Mihály Viczay musel zděděná panství Gödöllő a Hatvan vůli vysokým dluhům prodat bankéři baronu Jiřímu Šimonovi von Sina. Majitelem se později stal jeho syn Šimon a poté belgické konsorcium a nakonec byl znárodněn.
Císařovna Alžběta svého času měla tento zámek nejraději ze všech v Maďarsku. V současné době je v zámku Gödöllő několik muzeí a jeho park je arboretem. Do rukou panovníka se dostaly i bratislavské majetky rodu. Po druhé světové válce, následném znárodnění a dalších soudních sporech se bratislavský Grasalkovičův palác stal sídlem slovenského prezidenta.